# Dublany (osiedle)
Dublany – osiedle typu miejskiego w rejonie samborskim obwodu lwowskiego.
Południową część wsi stanowi dawna kolonia niemiecka Kranzberg.

## Historia
Założone w 1432 r. W II Rzeczypospolitej miejscowość była siedzibą gminy wiejskiej Dublany w powiecie samoborskim w woj. lwowskim. 
W 1939 r. Niemcy zastrzelili tutaj 2 Polaków, a w 1941 r. ks. Piotra Szczupiela i kilkunastu parafian. 
W 1939 r. NKWD zamordowało Jana Szkolnickiego, absolwenta szkoły Policji Państwowej w Poznaniu oraz aresztowało 3 członków jego rodziny. 
W czasie okupacji niemieckiej mieszkające tutaj polskie rodziny Burków i Chełpów ukrywały Żydów, za co po wojnie Instytut Jad Waszem uhonorował tytułami Sprawiedliwych wśród Narodów Świata Andrzeja i Hannę Burków oraz Jana i Annę Chełpów.
W latach 1943–1945 nacjonaliści ukraińscy z OUN-UPA zamordowali tutaj 45 Polaków, paląc cześć polskich gospodarstw.
W latach 1940–1941 i 1944–1959 siedziba rejonu dublańskiego.
Status osiedla typu miejskiego posiada od 1957 r.
Znajdują tu się stacja kolejowa Dublany oraz przystanek kolejowy Dublany-2, położone na linii Stryj – Sambor.